# Liste de poètes de langue népalaise
Cet article répertorie les poètes ayant composé en langue népalais:

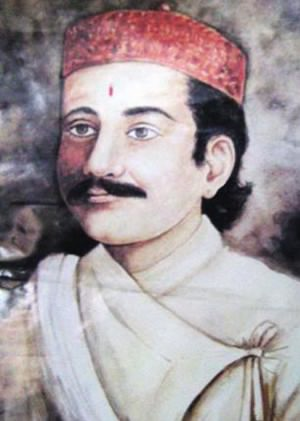
poète et traducteur, honoré du titre d'Adikavi (Le Premier Poète) Bhanubhakta Acharya

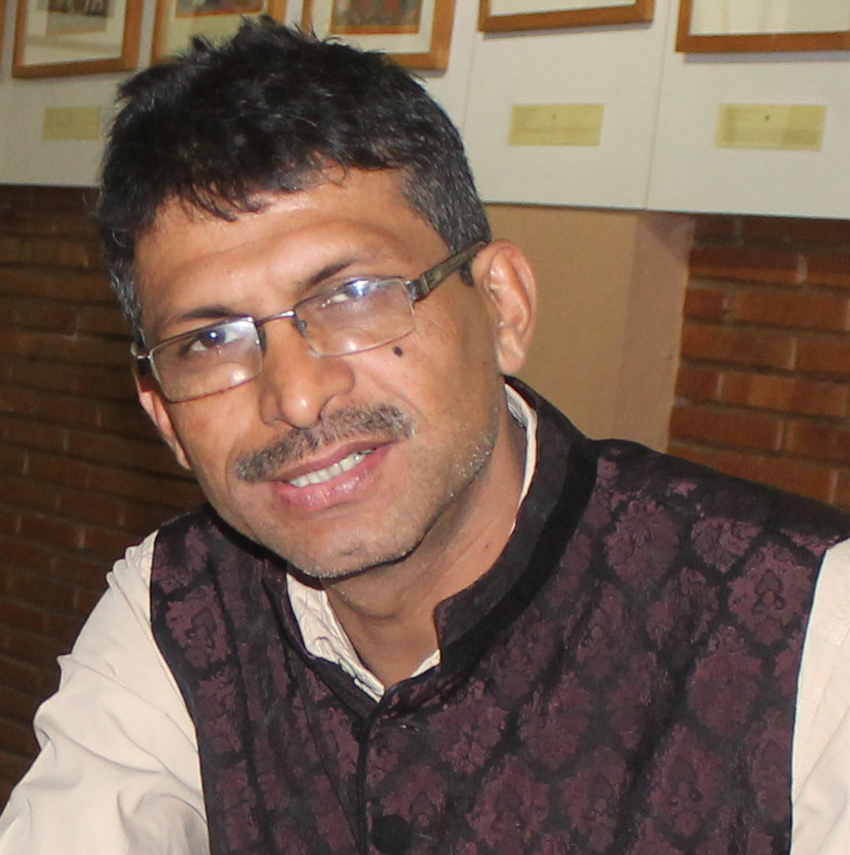
poète, parolier, dramaturge, traducteur et artiste Suman Pokhrel

- Haut – A
- B
- C
- D
- E
- F
- G
- H
- I
- J
- K
- L
- M
- N
- O
- P
- Q
- R
- S
- T
- U
- V
- W
- X
- Y
- Z

## B
- Balkrishna Sama (1903 - 1981) Poète, essayiste, dramaturge[1]
- Bhanubhakta Acharya - (1814–1868) poète et traducteur, honoré du titre d'Adikavi (Le Premier Poète)[2],[3]

## C
- Chandani Shah (1949-2001) - poet, queen of Nepal

## G
- Geeta Tripathee - (né en 1972) poétesse, parolière, essayiste, critique littéraire et érudite[4]
- Gopal Singh Nepali, (1911–1963)- poet

## L
- Laxmi Prasad Devkota (1909 - 1959) Poète, parolier, nouvelliste, romancier, essayiste, dramaturge, traducteur[5]

## S
- Sanu Sharma - romancier, nouvelliste, parolier et poétesse[6]
- Sharada Sharma - (né en 1958) poétesse, romancier[7]
- Suman Pokhrel - (né en 1967) poète, parolier, dramaturge, traducteur et artiste[8]

## T
- Tripurasundari du Népal- (1794 - 1832) reine et poétesse népalaise[9]